# Que nos devuelvan la emoción
Que nos devuelvan la emoción es el segundo álbum del grupo chileno Upa!. Se editó en 1988, y se reeditó en 1998 y en 2002 en una versión remasterizada.

## Historia
Tras el éxito del primer disco, que les permitió pisar en 1987 el escenario del Festival de Viña del Mar, el grupo liderado por Pablo Ugarte lanza una nueva producción. A estas alturas, la banda ha integrado a María José Levine (ex Primeros Auxilios y por entonces pareja de Sebastián Piga, saxofonista del grupo), quien participa tocando teclado y es la voz principal en tres canciones: "Disco" -de su autoría-, "Río Río" -tema que formó parte de la banda sonora de la película Sussi-, y "No Puedo Olvidar Tus Ojos". En esta última canción participa en el piano Tito Dávila, integrante de Los Enanitos Verdes.
Fue presentado en un recital en el Estadio Chile, ya con Levine alejada del grupo tras el quiebre de su relación con Piga. El tecladista en este recital fue Rodrigo Aboitiz, integrante de Aparato Raro, quien luego sería uno de los integrantes fundadores de La Ley.

## Lista de canciones
- Edición estándar

| Lado A |                             |                                              |                     |          |  |
| N.º    | Título                      | Escritor(es)                                 | Vocalista principal | Duración |  |
| 1.     | «Río-Río»                   | José Antonio Soffia, Arreglos: Piga - Levine | Levine              | 3:29     |  |
| 2.     | «Creo Que Voy A Morir»      | Piga                                         | Ugarte              | 4:20     |  |
| 3.     | «La Emoción»                | Planet                                       | Ugarte              | 4:43     |  |
| 4.     | «No Puedo Olvidar Tus Ojos» | Piga                                         | Levine              | 5:07     |  |
| 5.     | «Por Las Noches»            | Ugarte                                       | Ugarte              | 4:52     |  |
| 6.     | «Disco»                     | Levine                                       | Levine              | 4:04     |  |
| 26:35  |                             |                                              |                     |          |  |

| Lado B |                   |              |                     |          |  |
| N.º    | Título            | Escritor(es) | Vocalista principal | Duración |  |
| 1.     | «Despierta»       | Planet       | Planet              | 3:57     |  |
| 2.     | «Ella Llora»      | Upa!         | Ugarte              | 4:48     |  |
| 3.     | «La Balada»       | Planet       | Planet              | 5:07     |  |
| 4.     | «Al Borde»        | Ugarte       | Ugarte              | 4:38     |  |
| 5.     | «Río-Río (Remix)» |              | Levine              | 5:16     |  |
| 23:46  |                   |              |                     |          |  |

- Reedición 1998

| Que nos devuelvan la emoción |                             |          |  |
| N.º                          | Título                      | Duración |  |
| 1.                           | «Río-Río»                   | 3:29     |  |
| 2.                           | «Creo Que Voy A Morir»      | 4:20     |  |
| 3.                           | «La Emoción»                | 4:43     |  |
| 4.                           | «No Puedo Olvidar Tus Ojos» | 5:07     |  |
| 5.                           | «Por Las Noches»            | 4:52     |  |
| 6.                           | «Disco»                     | 4:04     |  |
| 7.                           | «Despierta»                 | 3:57     |  |
| 8.                           | «Ella Llora»                | 4:48     |  |
| 9.                           | «La Balada»                 | 5:07     |  |
| 10.                          | «Al Borde»                  | 4:38     |  |
| 11.                          | «Río-Río (Remix)»           | 5:16     |  |

## Músicos

### Upa!
- Pablo Ugarte: Voz líder y bajo.
- Mario Planet: Guitarra eléctrica, guitarra acústica, teclas, voz en "La Balada" y "Despierta".
- Octavio Bascuñán: Batería, percusión, Octapad.
- Sebastián Piga: Saxofón, teclados, percusión, guitarra eléctrica, programación, secuencias, flauta dulce, sampler SP-12.
- María José Levine: Teclados, voz en "No Puedo Olvidar Tus Ojos", "Río-Río" y "Disco", coros en "Al Borde".

### Invitados
- Tito Dávila: Piano en "No Puedo Olvidar Tus Ojos".
- Fahed Mitre: Coros en "No Puedo Olvidar Tus Ojos".
- Hernán Rojas: Percusión electrónica en "Disco".
- Miguel "Chino" Figueroa: Coros